# 尤拉克阿帕切塔山 (聖安通區)
14°30′42″S 70°11′04″W / 14.51167°S 70.18444°W
尤拉克阿帕切塔山（Yuraq Apachita），是秘魯的山峰，位於該國東南部普諾大區，由阿桑加羅省的聖安通區負責管轄，屬於安地斯山脈的一部分，海拔高度4,800米。